# Karl Bauer (Weinbau)
Karl Bauer (geboren am 18. August 1942; gestorben am 11. Juli 2017) war ein österreichischer Weinbauingenieur sowie Forscher im Bereich des Weinanbaus und Lehrer an der Weinbauschule in Krems an der Donau.

## Leben
Bauer absolvierte 1963 die Höhere Bundeslehranstalt und Bundesamt für Wein- und Obstbau in Klosterneuburg und unterrichtete von 1964 bis 2003 an der Weinbauschule Krems. Von 1985 bis 2010 hatte er die Rebschutzgebietsleitung Krems-Langenlois inne. In dieser Position machte er den Rebschutzdienst zu einem modernen Beratungsinstrument im Österreichischen Weinbau. Er war seit 2005 im Wissenschaftlichen Beirat der Gesellschaft für Geschichte des Weines Vertreter des Weinlandes Österreich. Er hielt zahlreiche Vorträge im In- und Ausland, verfasste Beiträge in Fachzeitschriften wie Der Winzer und stellte gemeinsam mit Ferdinand Regner und Barbara Friedrich (vormals Barbara Schildberger) ein oftmals aufgelegtes und aktualisiertes Fachbuch zum Weinbau zusammen, das zur Grundlage für die Weinbauausbildung wurde. In seiner Freizeit widmete er sich der Restaurierung und Vergoldung holzgeschnitzter Heiligenfiguren. Weiters war er von 2003 bis 2017 Vorsteher der Weinbruderschaft Krems.

## Ehrungen
- Bauer war Träger der von August Wilhelm von Babo gestifteten „Babo-Medaille“ des Österreichischen Weinbauverbandes.[3]

## Werke (Auswahl)
- Weinbau. Lern- und Arbeitsbuch für landwirtschaftliche Fachschulen und für die Berufsbildung. Österreichischer Agrarverlag, Wien 1987, ISBN 3-7040-0861-3.
- Weinbau. Lehr- und Fachbuch für den „integrierten Weinbau“. Österreichischer Agrarverlag, Klosterneuburg 1992.
- mit Adel Faradossi, Wilhelm Wunderer, Horst Armann: Ökologisch Orientierte Bodenpflege und Düngung im Qualitätsweinbau: Ratgeber für die Praxis. Bundesministerium für Land- und Forstwirtschaft. Bundesanstalt für Bodenwirtschaft, Wien 1992, OCLC 799483976.
- mit Franz Epp, Leonhard Czipin: Kellerwirtschaft. Lern- und Arbeitsbuch für landwirtschaftliche Fachschulen und für die Berufsausbildung. Österreichischer Agrarverlag, Klosterneuburg 1993.
- mit Rudolf Fox, Bernd Ziegler: Moderne Bodenpflege im Weinbau. Ziele – Möglichkeiten – Maßnahmen (= Winzerpraxis). Ulmer, Österreichischer Agrarverlag, Stuttgart / Leopoldsdorf 2004, ISBN 3-8001-4608-8.
- mit Ferdinand Regner, Barbara Friedrich: Weinbau (= AV-Fachbuch). 13. Auflage, avBuch, München 2019, ISBN 978-3-8404-8503-9.